# Cipriano Rodrigo Lavín
Cipriano Rodrigo Lavín (San Sebastián, 1882-Madrid, 1972) fue un médico y psicólogo español, catedrático de Psicología experimental en la Universidad Central de Madrid, comprometido políticamente con Unión Republicana, por lo que fue represaliado por la dictadura franquista.

## Biografía
Doctorado en Medicina, amplió estudios en el Reino Unido con Frederic Bartlett. Fue profesor de Organografía y Fisiología animal, además de Psicología experimental en la etapa de cátedra del profesor Luis Simarro, al tiempo que desarrolló su labor como médico y psicólogo. Ocupó interinamente la plaza de catedrático de Simarro a su fallecimiento, creando manuales específicos para la asignatura. En el terreno político, fue elegido compromisario para la elección del presidente de la República en 1936 por la circunscripción de Madrid como miembro de Unión Republicana. Colaboró en el periódico El Imparcial.
Al finalizar la guerra civil, fue expedientado y separado del servicio el 25 de noviembre de 1939, exiliándose en Francia. En 1948 regresó a España, pero no pudo ejercer la docencia ni trabajar en un hospital público, por lo que trabajó como médico particular en su domicilio de Madrid hasta su muerte. El fondo bibliográfico de Cipriano Rodrigo Lavín pasó a la Biblioteca y archivo de la Universidad Autónoma de Madrid en 1992.

## Obras académicas
Relación de libros publicados:
- Rodrigo Lavín, Cipriano. Contribución al estudio de la acción que algunas disoluciones ejercen sobre la contracción de los músculos de la rana.
- —. Contribución al estudio de la influencia de algunas sustancias alimenticias y agentes farmacodinámicos sobre el trabajo y la fatiga muscular por movimientos voluntarios. Miranda de Ebro.
- —; Universidad Central-Facultad de Medicina (1905).  Universidad Central de Madrid, ed. Contribución al estudio de la influencia de algunas sustancias alimenticias y agentes farmacodinámicos sobre el trabajo y la fatiga muscular por movimientos voluntarios.
- — (1911).  Gabriel López del Nomo, ed. Contribución al estudio de la acción que algunas disoluciones ejercen sobre la contracción de los músculos de la rana: Memoria. Madrid.
- — (1914).  Felipe Peña Cruz, ed. Memoria médica del manantial Baños de la Parrilla (de la provincia de Cáceres). Madrid.
- —; Universidad Central (1932).  Universidad Central de Madrid, ed. Sentimientos estéticos elementales provocados por percepciones cualitativas constituidas por la asociación de tres colores puros espectrales distintos. Madrid.